# Vescovana
Vescovana é uma comuna italiana da região do Vêneto, província de Pádua, com cerca de 1.565 habitantes. Estende-se por uma área de 22.26 km², tendo uma densidade populacional de 70 hab/km². Faz fronteira com Barbona, Boara Pisani, Granze, Rovigo (RO), Sant'Urbano, Stanghella, Villa Estense.

## Demografia
| Variação demográfica do município entre 1861 e 2011                               |
|                                                                                   |
| Fonte: Istituto Nazionale di Statistica (ISTAT) - Elaboração gráfica da Wikipedia |